# Thomisus hunanensis
Thomisus hunanensis là một loài nhện trong họ Thomisidae.
Loài này thuộc chi Thomisus. Thomisus hunanensis được miêu tả năm 2000 bởi Peng, Chang-Min Yin & Joo-Pil Kim.